# Bayenghem-lès-Éperlecques
Bayenghem-lès-Éperlecques (flämisch: Baaiengem) ist eine französische Gemeinde mit 1.019 Einwohnern (Stand: 1. Januar 2022) im Département Pas-de-Calais in der Region Hauts-de-France. Sie gehört zum Arrondissement Saint-Omer und zum Kanton Saint-Omer. 

## Geographie
Die Gemeinde Bayenghem-lès-Éperlecques liegt im Regionalen Naturpark Caps et Marais d’Opale, etwa zehn Kilometer nordwestlich von Saint-Omer. Nachbargemeinden von Bayenghem-lès-Éperlecques sind Muncq-Nieurlet im Norden, Éperlecques im Osten und Süden, Mentque-Nortbécourt im Südwesten, Nort-Leulinghem im Südwesten und Westen sowie Nordausques im Westen und Nordwesten. Die Gemeinde gehört.

## Bevölkerungsentwicklung
| Jahr                       | 1962 | 1968 | 1975 | 1982 | 1990 | 1999 | 2006 | 2013 | 2022 |
| -------------------------- | ---- | ---- | ---- | ---- | ---- | ---- | ---- | ---- | ---- |
| Einwohner                  | 421  | 418  | 392  | 468  | 637  | 687  | 918  | 984  | 1019 |
| Quellen: Cassini und INSEE |      |      |      |      |      |      |      |      |      |

## Sehenswürdigkeiten
- Kirche Saint-Wandrille aus dem 18. Jahrhundert

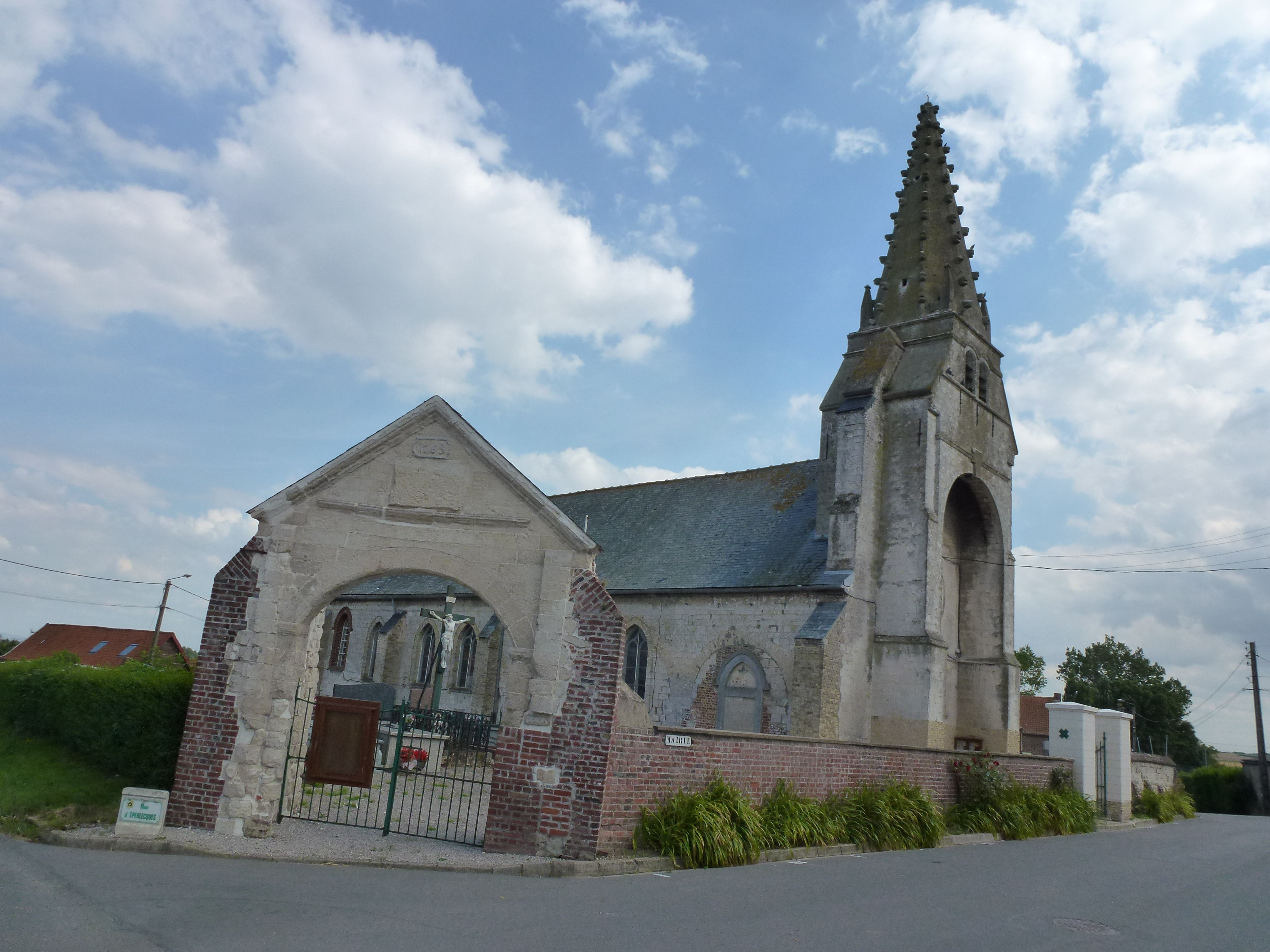
Kirche Saint-Wandrille

- Reste der früheren Wallburg